# Dorsch-Gruppe

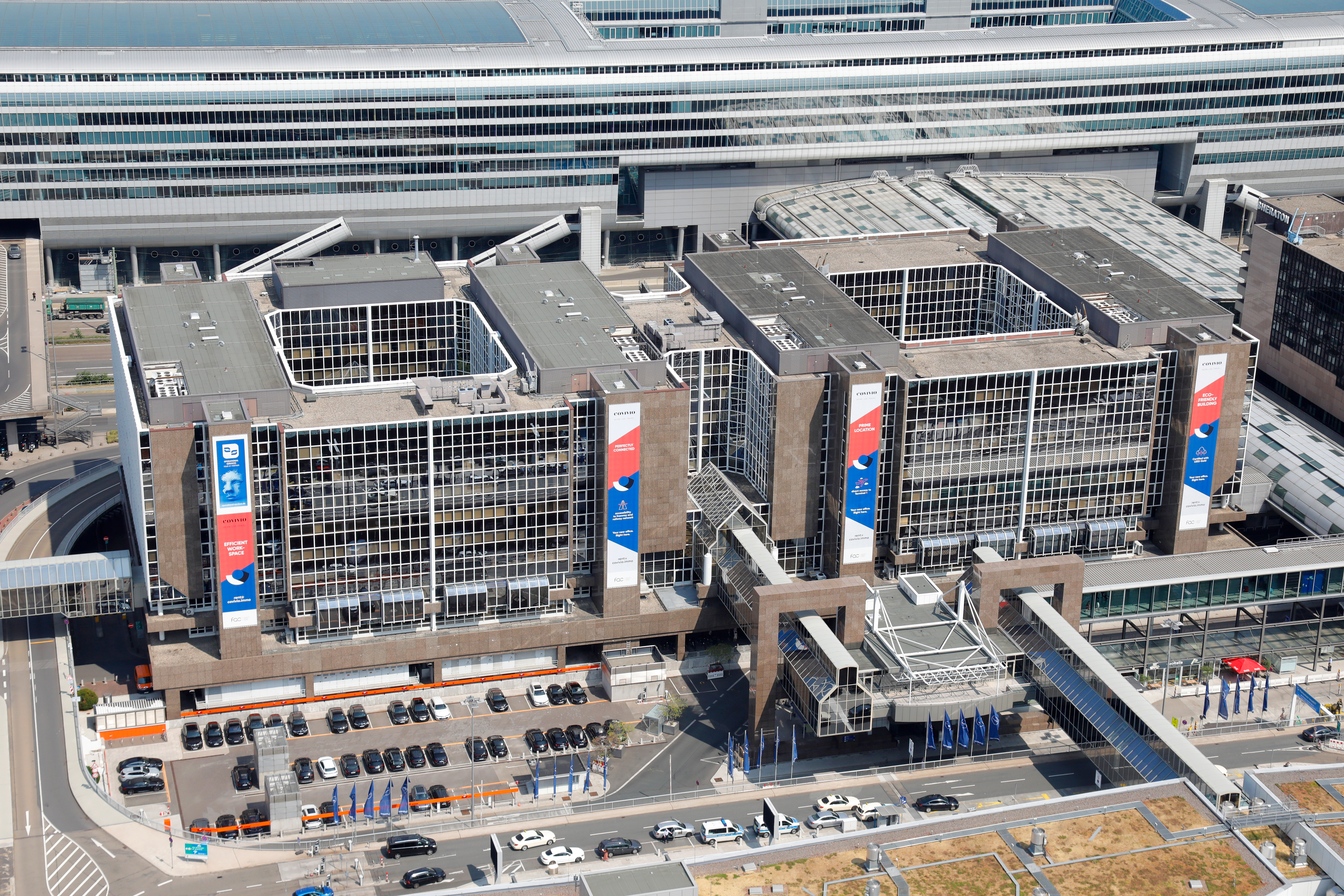
Frankfurt Airport Center, Luftaufnahme

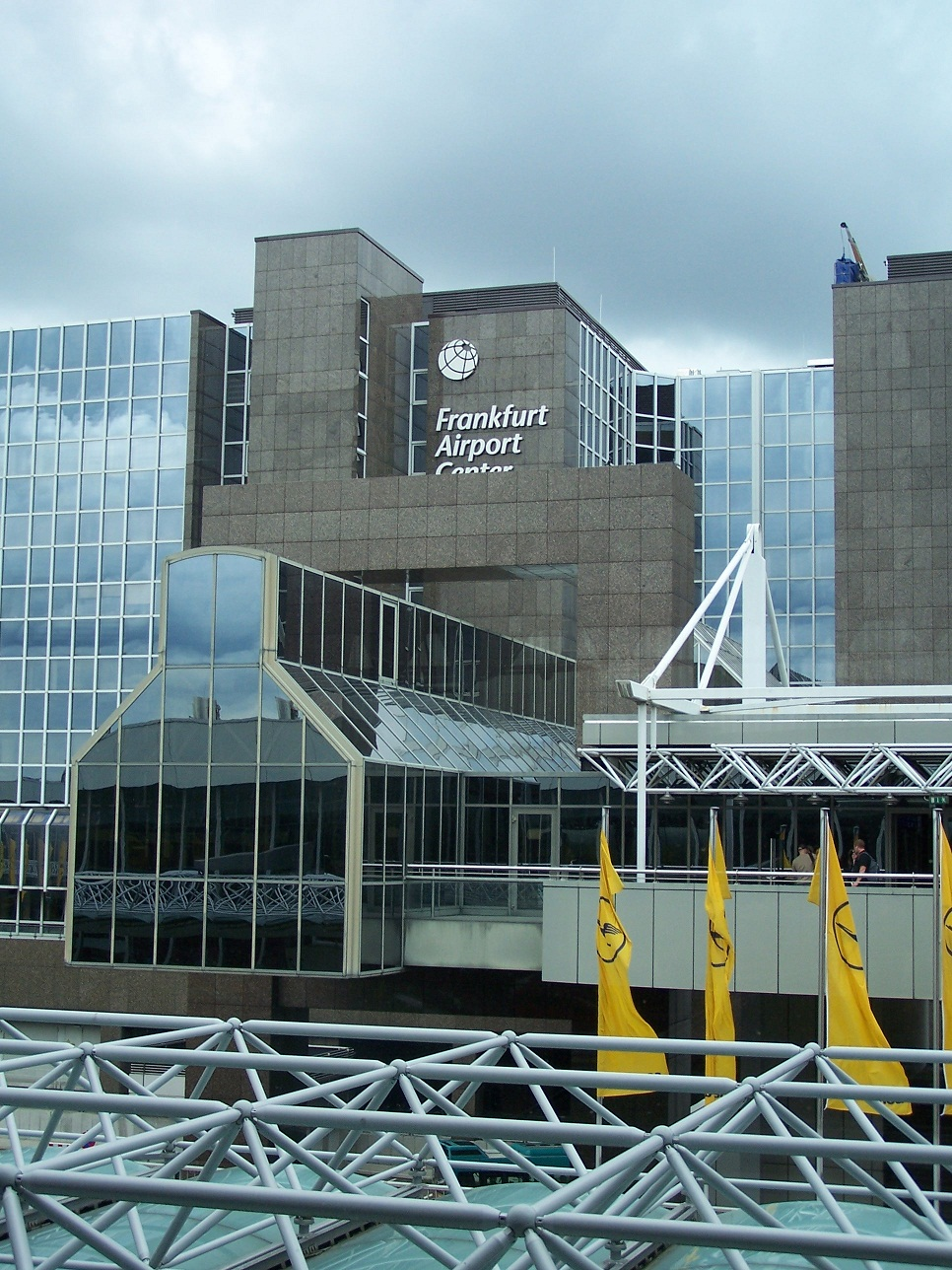
Frankfurt Flughafen, Frankfurt Airport Center 1, Standort der Dorsch Holding GmbH

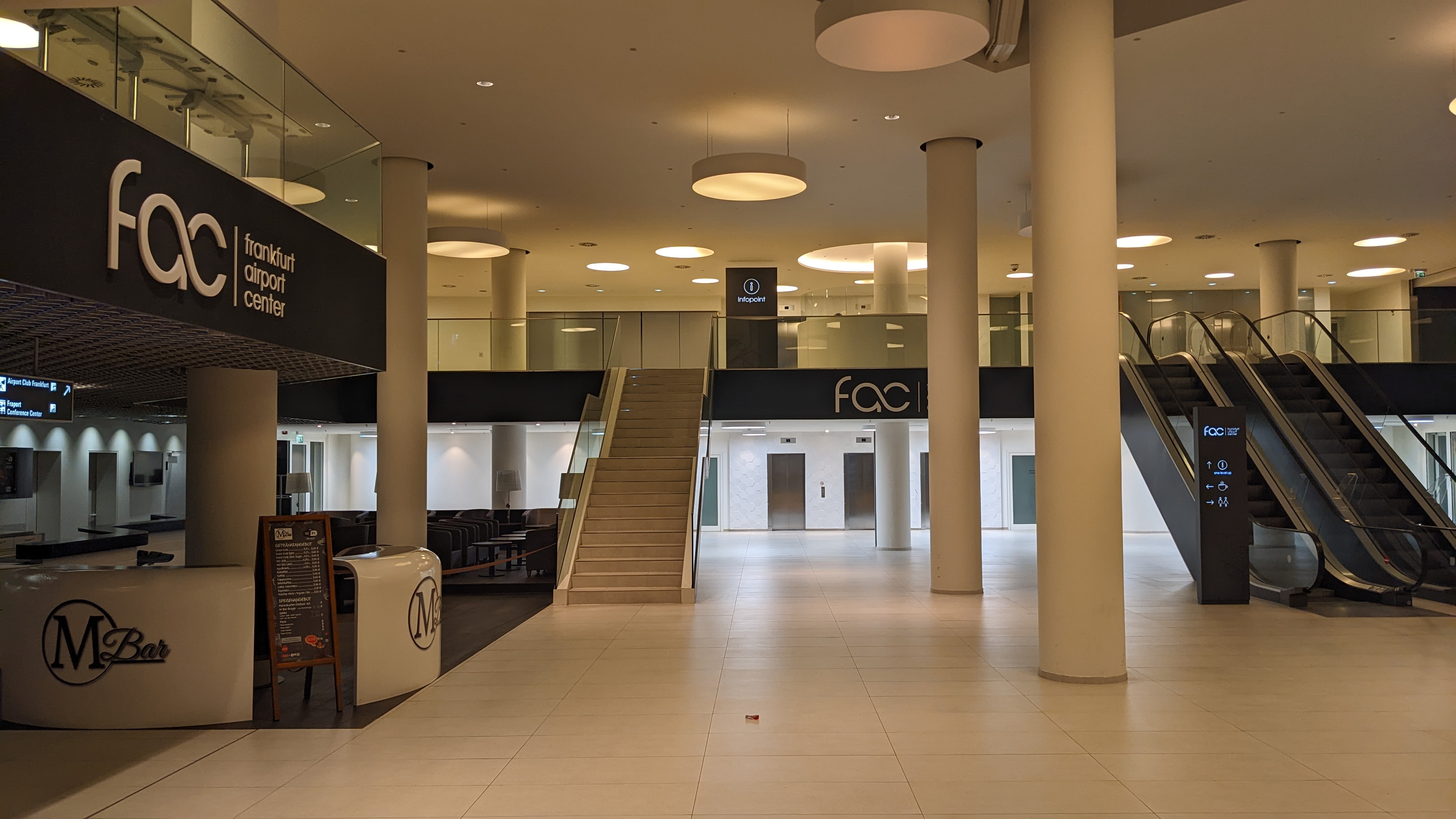
Frankfurt Flughafen, Frankfurt Airport Center 1, Aufgang und Empfang

Die Dorsch Gruppe ist eine der größten Planungsgruppen in Deutschland. Sie hat ca. 7.200 Mitarbeitende und ist in mehr als 50 Ländern tätig. Mit einem Anteil von 100 % an der Dorsch Holding GmbH, der Muttergesellschaft aller der Dorsch Gruppe angehörigen Gesellschaften, ist die RAG-Stiftung Eigentümer der gesamten Unternehmensgruppe.

## Geschichte
Die Unternehmensgruppe wird 1951 von Franz Xaver Dorsch in München gegründet. Sehr früh schließt er sich mit dem Architekturbüro Klaus Gehrmann zusammen. Das Unternehmen Dorsch-Gehrmann erhält gleich zu Beginn große Aufträge für Bauvorhaben von amerikanischen Truppen, wie z. B. den Aufbau der Ramstein Air Base. Sechs Jahre nach der Gründung folgen Aufträge im Ausland, u. a. im Irak, wo der Boden für einen möglichen Bau einer Autobahn untersucht werden soll. Die internationale Ausrichtung setzt sich im Laufe der Jahre fort. Ebenso Mitte der fünfziger Jahre beginnt Dorsch im zivilen Sektor mit dem Ausbau von Autobahnen und der Verlegung einer Öl-Pipeline in Wilhelmshaven. Nach einer starken Wachstumsphase zählt das Unternehmen Ende der 1960er rund 500 Mitarbeiter weltweit. Die Zentrale befindet sich in München, wo das Unternehmen auch am Bau des Olympiastadiums beteiligt ist.
Als der Golfkrieg 1980 im Irak ausbricht, muss sich Dorsch aus diesem Gebiet zurückziehen und seine Großprojekte in dieser Region abbrechen. In Fernost wie z. B. in Thailand öffnen sich hingegen neue Märkte. Dorsch baut z. B. das Gasterminal „Gas Plant Project Khao Bo Ya“ in Thailand und eröffnet 1987 eine eigene Niederlassung in Abu Dhabi, die nach wie vor besteht.
Nach dem Zusammenbruch des Ostblocks baut Dorsch 45.000 Wohnungen in Russland, der Ukraine und Belarus. Ende der 1990er Jahre übernimmt die französische Groupe EGIS das Unternehmen. Es folgt der Bau der Allianz Arena unter der Leitung von Dorsch und der Ausbau des Flughafens München. 2005 wechselt Dorsch erneut den Besitzer. Hoffmann Röder Hochbau GmbH übernimmt das Unternehmen und führt es zu einer Neuausrichtung.
2012 ist Dorsch federführend am Bau der Lusail City im Nordosten Dohas, der Hauptstadt von Katar, beteiligt. 2020 übertrug das Land Katar große Bauaufträge an Dorsch, um Häfen, Schulen und Freizeiteinrichtungen zu bauen.
Im Januar 2022 übernimmt die Dorsch-Gruppe 75 % der BLS Energieplan GmbH mit Sitz in Berlin. Das Unternehmen wird weiterhin eigenständig innerhalb der Gruppe geführt.

## Geschäftsfelder
Das Leistungsspektrum der Gruppe umfasst u. a. die Fachbereiche:
- Hochbau
- Städtebau
- Wasser & Umwelt (z. B. Trink-/Abwasser, Schleusen, Kanalbau, Hochwasserschutz)
- Flughäfen
- Infrastruktur
- Verkehr (z. B. Straßen- & Verkehrsplanung, Brücken, Tunnel)
- Industrie- und Anlagenbau
- Entwicklungszusammenarbeit[7]

## Unternehmen
An der Spitze der Dorsch Gruppe steht die Dorsch Holding GmbH, die an folgenden Tochterunternehmen im In- und Ausland beteiligt ist.

### Tochter- oder Enkelgesellschaften
- AHT GROUP GmbH[8]
- AMBERO Consulting Gesellschaft mbH[9]
- BLS Energieplan GmbH[6]
- BPS rail GmbH[10]
- DC Asia Co. Ltd.[11]
- DC India Ltd.[11]
- Dorsch Abu Dhabi (Niederlassung der Dorsch Holding GmbH)[11]
- Dorsch Holding GmbH – KSA (Saudi) LLC[11]
- Dorsch International Consultants GmbH[11]
- Dorsch Qatar LLC[11]
- GRE German Rail Engineering GmbH (Akquisition 2020)[12]
- IRS Stahlwasserbau Consulting AG (Akquisition 2021)[13]
- KREBS+KIEFER Ingenieure GmbH (Akquisition 2021)[14]
- KREBS+KIEFER Consulting GmbH (Akquisition 2021)[14]
- KREBS+KIEFER International GmbH (Akquisition 2021)[14]
- PB Consult Planungs- und Betriebsberatungsgesellschaft mbH (50 %)[15]
- spiekermann Ingenieure GmbH (Akquisition 2020)[16]

### Projekte
Großprojekte sind beispielsweise der Ausbau des Mittleren Rings in München, der Flughafen „Suvarnabhumi“ in Bangkok/Thailand, der Abwasserkanal Emscher im Rahmen des Projekts Umbau des Emschersystems, umfangreiche Wasserversorgungs- und Abwasserprojekte in Ägypten und Jordanien, Pipelineprojekte in Indien sowie Architektur- und Städteplanungsprojekte in Abu Dhabi, Katar und dem Mittleren Osten.

### Management
Geleitet wird die Holding von Olaf Hoffmann und Andreas Schweinar.